# Klas Pontus Arnoldson
Klas Pontus Arnoldson (født 27. oktober 1844, død 20. februar 1916) var en svensk forlægger, rigsdagspolitiker og fredsaktivist.
Han modtog Nobels fredspris i 1908 for sin indsats som grundlægger og leder af Svenska freds- och skiljedomsföreningen, verdens første egentlige fredsorganisation. Arnoldson var også talsmand for Norges ret til selvstændighed, og agiterede i 1905 imod svensk militæranvendelse i forbindelse med Norges løsrivelse fra den svensk-norske union.